# 崋山劇
崋山劇（かざんげき）は、愛知県田原市にある田原市立田原中部小学校の学芸会で70年以上続いてきた、渡辺崋山の少年時代を題材にした歌唱劇。
田原中部小学校は旧田原城の敷地内にあり、江戸時代には藩校成章館のあったところである。田原藩出身の渡辺崋山の遺徳をしのび、顕彰するという目的、また修身教育ができる地元の題材ということで、昭和2年（1927年）から崋山劇は始まった。劇は2種類あり、いずれも当時の修身の教科書から採られている。

## 立志
江戸の往来を歩いていた少年崋山がうっかり大名行列の前に飛び出してしまい行列の武士らにさんざんになじられ、された。後にその行列が備前池田侯の若殿であると知り、同じような年代にもかかわらず、大きな身分の格差のあることを痛感する。そこで学問で名を上げ、彼とも同じ立場で話せる立場となることを誓う。
なお、史実としては崋山の少年時代に備前池田家には若君はおらず、創作。

## 板橋の別れ
貧しい渥美半島にある田原藩は常に財政が逼迫し、藩士も貧しい生活を送っていた。もちろん少年崋山の家の家計も火の車で、崋山の兄弟も多くが奉公に出された。そのうちの一人、崋山の弟である熊次郎が寺に奉公に出されるのを、江戸の北の外れ、板橋まで送る際のエピソードである。
幼くして奉公に出されることとなり、悲しむ熊次郎を少年崋山が激励する。しかし、熊次郎と別れた後に崋山は慟哭し、自分が学問で身を立て、奉公に出している弟や妹を呼びもどそうと誓う。
なお崋山の7人いる兄弟のうち、崋山とほか一人を除いて全員が若くして亡くなっている。
当時の修身教育そのままの内容となっており、それがそのまま続いているだけに、今やその時代の教育の実際を知る材料ともなりえてしまっている観がある。もちろんこれだけ長く続いたのは、崋山への地元民の愛着の深さゆえでもある。
なお、当然ながら演者は全員小学生である。また、崋山の心情吐露の場面では、崋山役の少年は独唱する。合唱隊も劇を盛り上げている。